# Out Of Blue
『Out Of Blue』（アウト・オブ・ブルー）は、GOING UNDER GROUNDのアルバム。ビクターエンタテインメントのレーベルColourful Recordsより2016年8月24日発売。

## 概要
前作から2年5ヶ月ぶりとなる通算14枚目のアルバム。ドラムスの河野丈洋が脱退し3人体制となってから初めて制作され、古巣であるビクターからメジャー作品としてリリースされた。収録されたシングルと同じく橋口靖正との共同プロデュース作品であり、帯には「これはゴーイングの、2枚目の“ファーストアルバム”である」というキャッチコピーが記載されている。
前作『ひとりぼっちになる日のために』発売後の2015年の河野脱退の際にバンドの存続について残る3人のメンバーで話し合い、解散の案も出た中で、バンドを存続するに至ったこと、また同時に自分たちでも出資していた所属個人事務所を離れての再スタートとなったことから、メンバーは本作を「ゼロからのスタート」「第二のファースト的な作品」として捉えている。タイトルの「Out Of Blue」には「青春の終焉」という意味が込められている。
DJとしても活動しているボーカルの松本素生は、バンドの楽曲と自身が好む音楽の音楽性の乖離について元々は葛藤があったとし、本作制作の頃から「聴いているレコードと実際にやっている音楽があまり違わなくなってきた感じがあります」と述べている。
本作発売後の2016年9月19日から11月2日まで、本作のリリースツアー「GOING UNDER GROUND 『Out Of Blue』 Tour」が全10公演行われた。また、本作に収録されているシングル「the band」の制作から本作の制作までを追ったドキュメンタリーフィルムDVD「the band〜記録と記憶〜」が同リリースツアー会場と特設サイトで発売された。

## 評価
音楽ライターの佐々木美夏は自身のツイッターで、本作について「かつてゴーイングの音楽を支えに思春期を乗り越えて、でもいつの間にか聴かなくなってしまった人」が「『まだやってたんだ？』って気づいて手に取ってくれたらいいなぁと。そういう人たちのためのアルバムでもあるから」とコメントしている。

## 収録曲
| 全作詞・作曲: 松本素生（#9、作曲: 松本素生、橋口靖正）。 |                                 |                                             |                                             |      |
| #                                                        | タイトル                        | 作詞                                        | 作曲・編曲                                  | 時間 |
| 1.                                                       | 「Teenage Last」                | 松本素生 （#9、作曲: 松本素生、 橋口靖正 ） | 松本素生 （#9、作曲: 松本素生、 橋口靖正 ） | 5:15 |
| 2.                                                       | 「天使たち」                    | 松本素生 （#9、作曲: 松本素生、 橋口靖正 ） | 松本素生 （#9、作曲: 松本素生、 橋口靖正 ） | 3:15 |
| 3.                                                       | 「Driffting Drive」             | 松本素生 （#9、作曲: 松本素生、 橋口靖正 ） | 松本素生 （#9、作曲: 松本素生、 橋口靖正 ） | 4:30 |
| 4.                                                       | 「Anti Hero」                   | 松本素生 （#9、作曲: 松本素生、 橋口靖正 ） | 松本素生 （#9、作曲: 松本素生、 橋口靖正 ） | 3:53 |
| 5.                                                       | 「45rpm」                       | 松本素生 （#9、作曲: 松本素生、 橋口靖正 ） | 松本素生 （#9、作曲: 松本素生、 橋口靖正 ） | 3:00 |
| 6.                                                       | 「スパイス (Alternative Ver.)」 | 松本素生 （#9、作曲: 松本素生、 橋口靖正 ） | 松本素生 （#9、作曲: 松本素生、 橋口靖正 ） | 4:43 |
| 7.                                                       | 「out of blue」                 | 松本素生 （#9、作曲: 松本素生、 橋口靖正 ） | 松本素生 （#9、作曲: 松本素生、 橋口靖正 ） | 1:54 |
| 8.                                                       | 「Soul Train」                  | 松本素生 （#9、作曲: 松本素生、 橋口靖正 ） | 松本素生 （#9、作曲: 松本素生、 橋口靖正 ） | 5:21 |
| 9.                                                       | 「天国の口、終わりの楽園」      | 松本素生 （#9、作曲: 松本素生、 橋口靖正 ） | 松本素生 （#9、作曲: 松本素生、 橋口靖正 ） | 5:14 |
| 10.                                                      | 「the band」                    | 松本素生 （#9、作曲: 松本素生、 橋口靖正 ） | 松本素生 （#9、作曲: 松本素生、 橋口靖正 ） | 3:35 |
| 合計時間:                                                | 合計時間:                       | 40:40                                       |                                             |      |

### 楽曲解説
1. Teenage Last
本作のリードトラック。松本が高校を中退したころに荒川河川敷（桶川市）のホンダエアポートの土手に寝転がりながら暇つぶしをしていたときの経験をもとに制作された楽曲[8]。モデル山本由貴出演のMVが制作されている[9]。
テレビ神奈川「MUTOMA」8月度テーマ曲。
2. 天使たち
3. Driffting Drive
25thシングル ｢the band｣ カップリング曲。
4. Anti Hero
5. 45rpm
6. スパイス (Alternative Ver.)
23thシングル ｢ならば青春の光」の収録曲をリアレンジして収録。
7. out of blue
8. Soul Train
24thシングル「もう夢は見ないことにした/Soul train」収録曲。
9. 天国の口、終わりの楽園
10. the band
25thシングル。

## 参加ミュージシャン
- 橋口靖正 – キーボード、ギター、コーラス
- 冨田政彦 – ドラムス